# 釧路大漁どんぱく
釧路大漁どんぱく（くしろたいりょうどんぱく）は、2004年に始まった、北海道釧路市で行われている祭典の1つ。

## 概要・沿革
「どんぱく」は打ち上がる花火の音「どん」と食材をいただく「ぱくぱく」の「ぱく」の造語。
釧路市にはかつて、「くしろコスモスフェア」や「くしろ湿原フェア」など、秋の訪れを告げる祭典が多く行われていたが、1990年代前半までに終了した。そんな中、9月4日午後6時を「946の日」にしようという機運が高まり、1990年代後半になって「946の日」が設定される。
その後、この関連行事として「Oh!さかなまつり」や「すえひろ祭り」など、多くのイベントが行われるようになった。そして2004年、これらのイベントを統合する形で「釧路大漁どんぱく」が開催されることになった。さらに、「くしろ港まつり」で開催されていた道新花火大会もこの祭典へ移行して、移行後は2尺玉や3尺玉を打ち上げている。

## 日程
9月第2土曜日を基点とする前後3日間（但し「釧路すえひろはしご酒大会」のみ「釧路大漁どんぱく」の前日に開催）。
2020年、2021年は新型コロナウイルス感染症の流行により中止。2022年は規模を縮小し2日間開催。
2023年は10月13日、14日に実施。
主なイベント
- 釧路すえひろはしご酒大会（前夜祭）
- 歌のステージ（初日と中日）[1]
- いい味イキイキくしろ
- すえひろ祭り[2]
- 釧路大漁どんぱく花火大会（以上中日）
- 農業農村フェア in KUSHIRO（中日と最終日）
- Oh!!さかなまつり（最終日）

## 主な会場
- 釧路市観光国際交流センター＜メイン会場＞
- くしろ水産センター（マリントポスくしろ）
- 釧路副港市場
- 栄町平和公園ほか
- 釧路川